# Can Canyelles (Castellfollit del Boix)
Can Canyelles és una masia del municipi de Castellfollit del Boix (Bages) que forma part de l'Inventari del Patrimoni Arquitectònic de Catalunya.

## Descripció
És un conjunt format per la masia original i uns cossos annexes que adopta una estructura en planta de forma de L. La masia, de teulada a dues vessants i porta d'arc de punt rodó, conserva al seu interior l'estructura original i un celler amb volta de pedra. A la façana s'hi pot veure un rellotge de sol en cantonada. El cos annexa maclat amb la masia destaca per una galeria en planta pis amb quatre arcades de columnes i barana de terracota. El pati davanter queda tancat per arcades per dos dels seus costats.

## Història
Segons la propietària la documentació més antiga que es coneix és del 1700. Les dates inscrites a les façanes són 1790 i 1880.